# Neosiluroides
Neosiluroides is een monotypisch geslacht van straalvinnige vissen uit de familie van de koraalmeervallen (Plotosidae).

## Soort
- Neosiluroides cooperensis Allen & Feinberg, 1998